# جو كاردلي
جو كاردلي (بالإنجليزية: Joe Cardle)‏ هو لاعب كرة قدم بريطاني، ولد في 7 فبراير 1987 في بلاكبول في المملكة المتحدة. لعب مع بورت فايل ودونفرملين أثلتيك وريث روفرز ونادي بيرنلي ونادي روس كاونتي.

## وصلات خارجية
- جو كاردلي على موقع قاعدة بيانات كرة القدم.إي يو (الإنجليزية)
- جو كاردلي على موقع قاعدة بيانات كرة القدم.إي يو (الإنجليزية)
- جو كاردلي على موقع Soccerbase.com (لاعب) (الإنجليزية)
- جو كاردلي على موقع Soccerway.com (الإنجليزية)